# مراوة
مراوة هي قرية في الجبل الأخضر في ليبيا تقع جنوب مدينة البيضاء بحوالي 65كم. وهي تقع على تقاطع طرق ما بين طريق المرج-لملودة الداخلي، وبين طريق قصر ليبيا-وادي سمالوس.
منطقة مراوة كانت في الماضي وحتى بداية الألفية الجديدة هي منطقة رعوية فقط، وتقع على الحد الفاصل بين مناخين الأول شبه صحراوي، والثاني غابات. حالياً هي من أكبر المناطق المنتجة للخضروات بجميع أنواعها وتحولت إلى منطقة إنتاجية وكثرت بها المزارع وتنوعت فيها المحاصيل مما انعكس إيجابياً علي المواطن بانخفاض أسعار الخضروات.